# Кежмарский замок
Кежмарский замок (словац. Kežmarský zámok) — замок на восточной окраине Кежмарка. В замке находится музей.

## История
Кежмарский замок впервые упоминается в 1447 году, когда тут находился гарнизон Яна Йискры. В 1465 году Имрих Запольский на месте старого замка начал строить новый позднеготический замок. В 1575 году замок был перестроен в ренессансном стиле. В XVII веке замок опять перестраивали итальянские архитекторы.